# Hegeile Almeida
Hegeile Almeida dos Santos (Fortaleza, 30 de outubro de 1995) é uma voleibolista brasileira praticante da modalidade de vôlei de praia e que foi ex-voleibolista  indoor. No vôlei de praia foi medalhista de prata e bronze no CSV em etapas do Peru e semifinalista nas etapas do México e Brasil no Circuito Mundial de 2022.

## Carreira
Aos doze anos de idade inicia no voleibol de quadra (indoor) numa escolinha de vôlei nas proximidades de sua casa, após progredir na modalidade recebeu indicação de professora  para receber uma bolsa integral de estudos e jogar em um colégio particular em Fortaleza. Em 2014,  migrou para o vôlei de praia, chegando a ser treinada pelo técnico Reis Castro, e recebeu  convocação para a Seleção Brasileira Sub-21. Em 2015, foi treinada pelo técnico Ronaldo Lucena, quando formou dupla com Verena Figueira por três anos, onde foram vice-campeãs gerais no brasileiro sub-21 , após terminarem com os vice-campeonatos nas etapas de Maringá e no Rio de Janeiro, além do quarto posto em Uberlândia e foram vice-campeãs na etapa de Ancón, Peru, pelo Circuito Sul-Americano 2015-16
Em 2016, disputou ao lado de Verena Figueira, o Circuito Brasileiro Sub-23 e terminaram na quarta posição geral, após, obterem o vice-campeonato em João Pessoa.
quarto Cabo Frio e em Brasília. No final de 2017 formou parceria com Talita Simonetti, mais tarde alcançaram o bronze na etapa de Cañete do Circuito Sul-Americano de 2018, depois, retomou parceria com  Verena e foi treinada pelo técnico Ariel Vaz.
A partir de 2021 passa atuar com a experiente Taiana Lima e foram vice-campeãs do torneio quatro estrelas do circuito mundial
e no ano de 2022 juntas conquistaram os quartos lugares nas etapas de Tlaxcala do Challenge  e de Uberlândia do Elite 16 do circuito mundial.

## Títulos e resultados
- 4* de Itapema do Circuito Mundial de Vôlei de Praia de 2021
- Etapa de Uberlândia do Elite 16 do Circuito Mundial de Vôlei de Praia de 2022
- Etapa de Tlaxcala do Challenge do Circuito Mundial de Vôlei de Praia de 2022
- Etapa de Ancón do Circuito Sul-Americano de Vôlei de Praia de 2015-16
- Etapa de Cañete do Circuito Sul-Americano de Vôlei de Praia de 2018
- Circuito Brasileiro de Vôlei de Praia Sub-23 de 2016
- Circuito Brasileiro de Vôlei de Praia Sub-21 de 2015